# Mycomya mutabilis
Mycomya mutabilis är en tvåvingeart som beskrevs av Sherman 1921. Mycomya mutabilis ingår i släktet Mycomya och familjen svampmyggor.
Artens utbredningsområde är British Columbia. Inga underarter finns listade i Catalogue of Life.